# Region Oriental

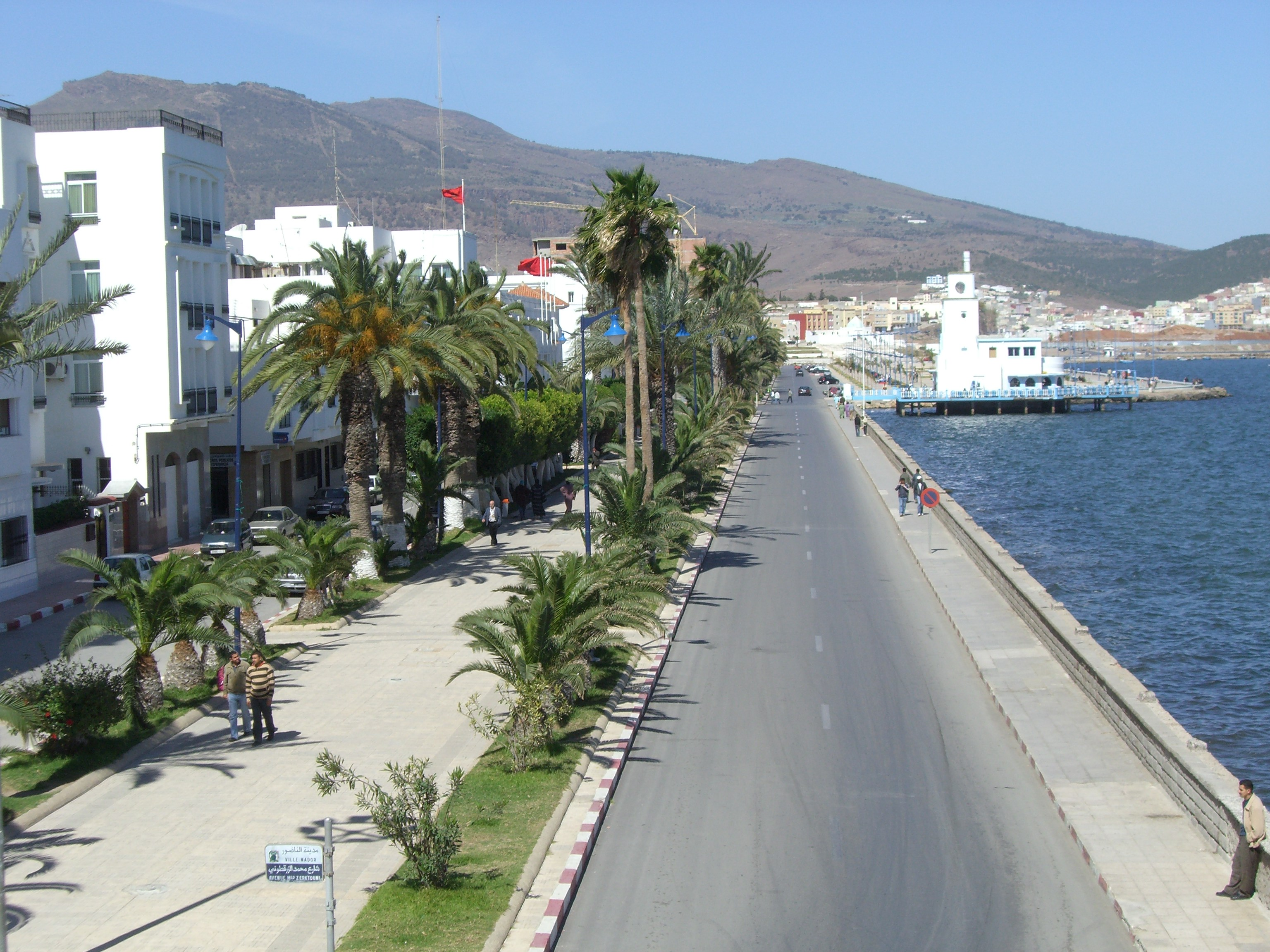
Uferpromenade von Nador

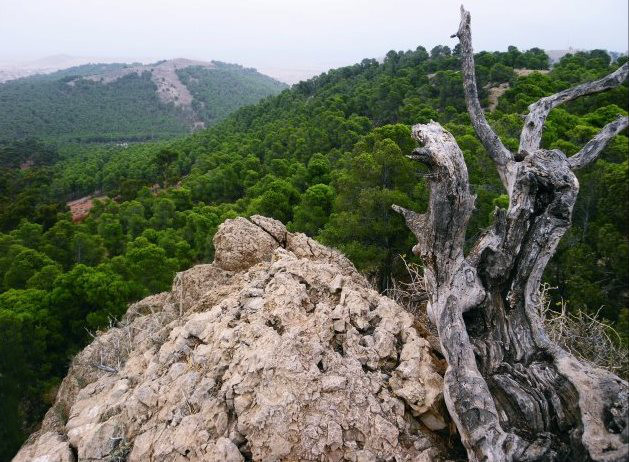
Berge bei Oujda

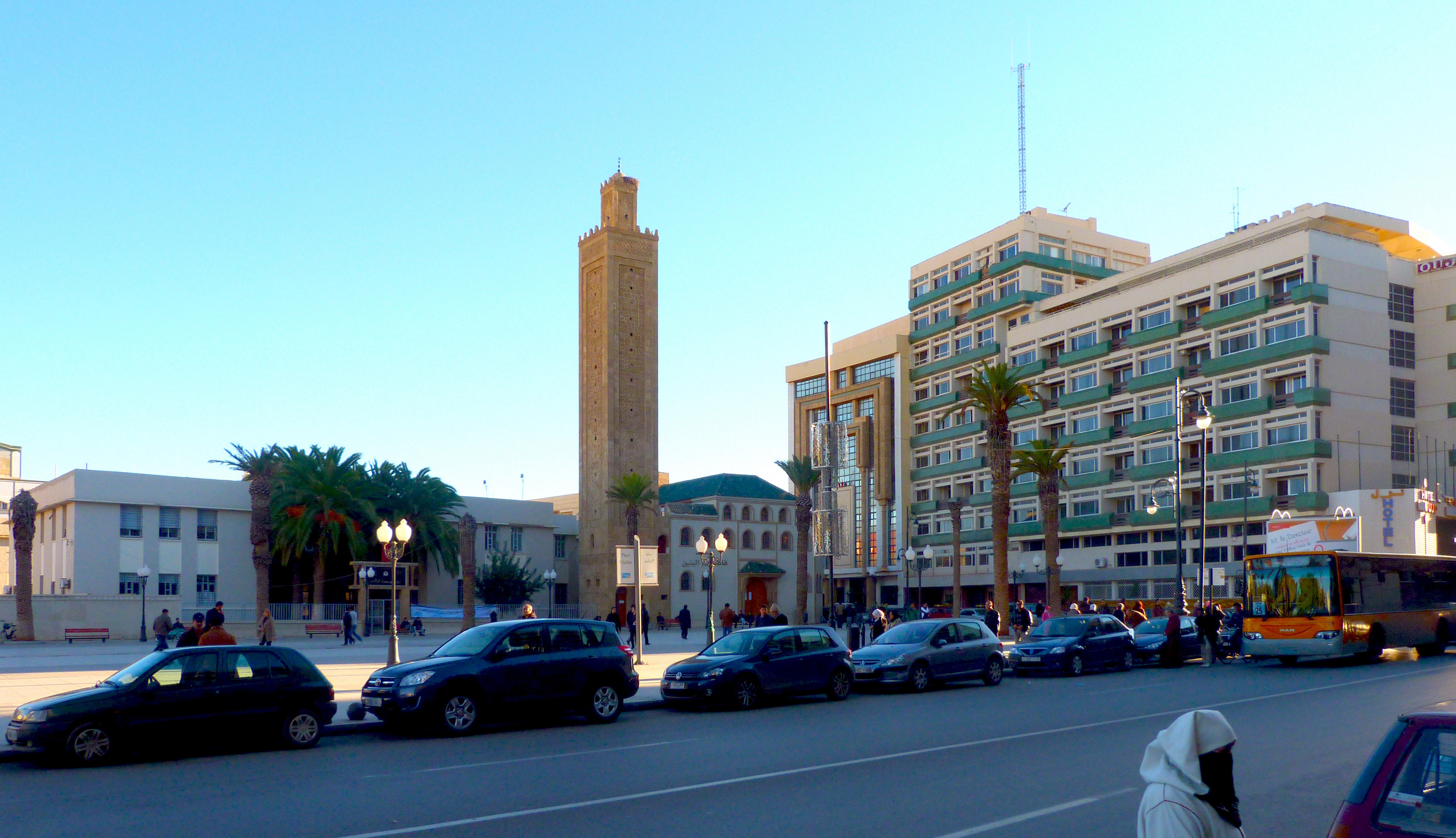
Stadtzentrum von Oujda

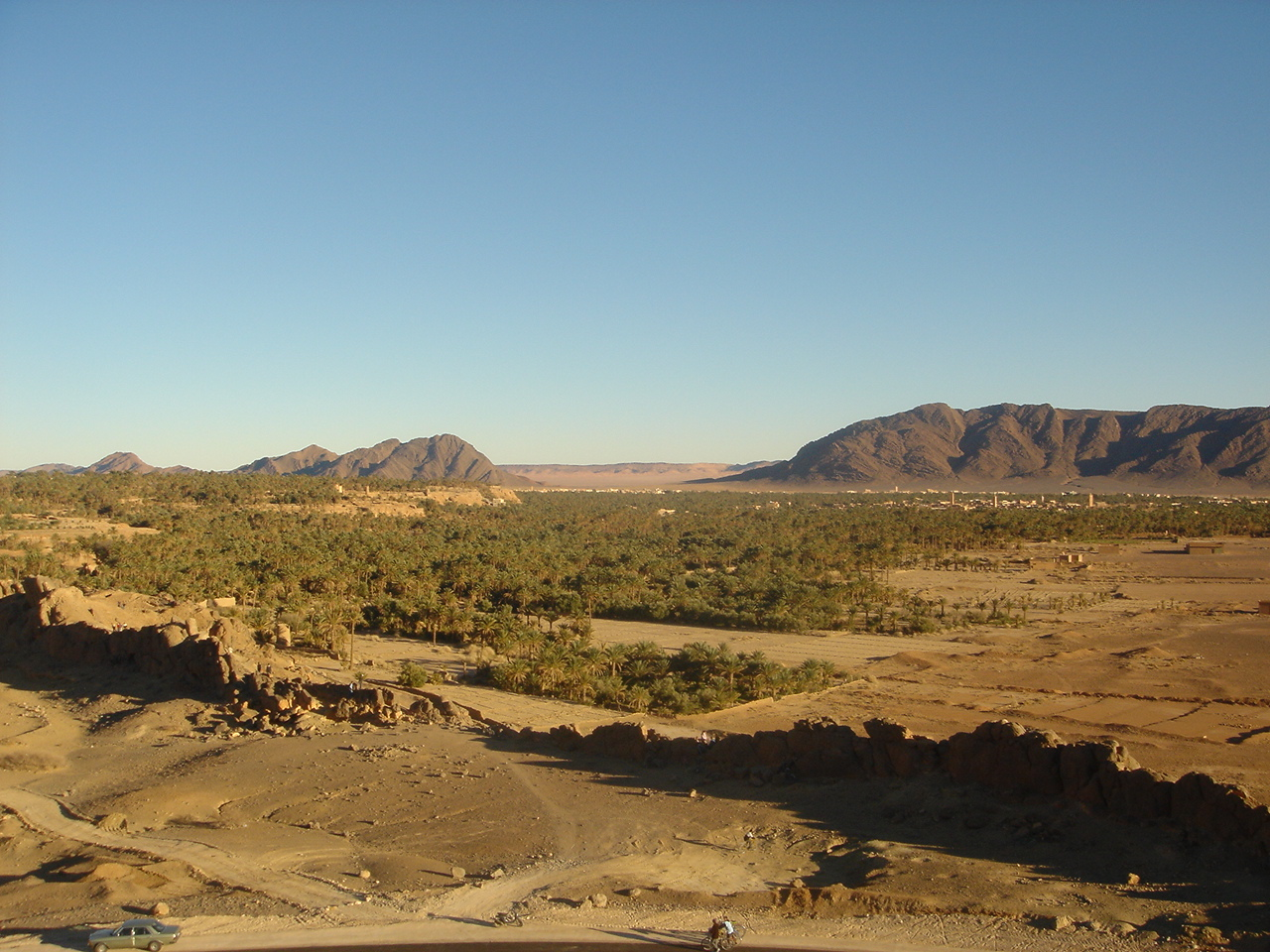
Oase Figuig

Die Region Oriental (arabisch الجهة الشرقية, Zentralatlas-Tamazight ⵜⴰⴳⵎⵓⴹⴰⵏⵜ Tagmuḍant, marokkanisches Tamazight ⵓⵏⵇⵇⴰⵔ Unqqar) ist eine der zwölf – nach einer Verwaltungsreform im Jahr 2015 – neu zusammengesetzten Regionen Marokkos. Sie befindet sich im Nordosten des Königreichs an der Grenze zu Algerien; die Hauptstadt ist Oujda.

## Lage
Die Region erstreckt sich in Höhenlagen von etwa 0 bis 1000 m von der Mittelmeerküste bzw. dem Rifgebirge im Norden über die östlichen Ausläufer des Atlasgebirges bis zu den hochgelegenen von Oasen durchsetzten (Halb-)Wüsten im Süden.

## Bevölkerung
In der Region Oriental leben ca. 2,3 Millionen Menschen meist berberischer Abstammung; davon leben ca. 1,5 Millionen in Städten (municipalités) und ca. 800.000 in Landgemeinden (communes rurales).

## Infrastruktur
Die Autobahn A2 verbindet Oujda mit Zentral- und Westmarokko (Fès–Rabat); außerdem gibt es eine Eisenbahnverbindung nach Nador, die Flughäfen Nador und Oujda-Angads und den Fährhafen von Beni Ansar (bei Nador), der die Region mit Europa (Sète, Almería, Málaga) verbindet.

## Provinzen
Die Region besteht aus folgenden Präfekturen und Provinzen, deren Hauptstädte oft denselben Namen tragen:
- Provinz Berkane
- Provinz Driouch
- Provinz Figuig
- Provinz Guercif
- Provinz Jerada
- Provinz Nador
- Präfektur Oujda-Angad
- Provinz Taourirt